# Бауэр, Джейми Кэмпбелл
Джеймс (Дже́йми) Меткалф Кэ́мпбелл Ба́уэр (англ. James «Jamie» Metcalfe Campbell Bower, род. 22 ноября 1988 года, Лондон, Великобритания) — английский актёр, модель и музыкант известный своими ролями Энтони Хоупа в фильме Тима Бёртона «Суини Тодд, демон-парикмахер с Флит-стрит», кровожадного вампира Кая Вольтури в экранизациях серии романов Стефани Майер «Сумерки», молодого волшебника Геллерта Грин-де-Вальда в экранизации первой части книги Дж. К. Роулинг «Гарри Поттер и Дары смерти» и сумеречного охотника Джейса Вэйланда в фильме «Орудия смерти: Город костей», экранизации первого романа серии «Орудия смерти» Кассандры Клэр.
Солист и гитарист группы Counterfeit (бывшее название «The Darling Buds»).

## Биография
Джейми Кэмпбелл Бауэр родился в Лондоне; мать — Энн Элизабет Роузберри, музыкальный менеджер, отец — Дэвид Бауэр, топ-менеджер компании Gibson Guitar UK, есть младший брат Сэмюэль «Сэм» Бауэр, который учится на музыкального менеджера в Копенгагене, а с 2015 года является участником созданной Джейми группы Counterfeit. Предком Джейми по материнской линии был Сэр Джон Кэмпбелл, вице-губернатор государства Сент-Винсент и Гренадины.
Учился в частной школе Bedales School в Гэмпшире с упором на творческие дисциплины, включая изобразительное искусство, дизайн, актёрское мастерство, музыку, и был членом Национального музыкального молодёжного театра (National Youth Music Theatre) и Национального молодёжного театра. «Мои родители осознали, что это моя натура — играть. Я пошел в молодёжный театр и пропал там. До 16 лет участвовал в каждом спектакле». В 15 лет принимал участие в опере Роджера Уотерса «Ca Ira in Rome» — «Я думал, что мое сердце принадлежит музыкальному театру. Хотел быть этакой звездой Вест Энда».
Также Джейми работал моделью в агентстве Select Model Management в Лондоне.

## Карьера
Карьера Джейми началась в 2007, когда друг семьи Лора Мишель Келли представила его своему агенту. Ещё учась в школе, он получил роль Энтони Хоупа в фильме «Суини Тодд, демон-парикмахер с Флит-стрит», в котором он снимался с Джонни Деппом, Хеленой Бонэм Картер и все той же Лорой Мишель Келли. В следующем году он появился в фильме Гая Ричи «Рок-н-рольщик». А в 2009 снялся в роли вампира Кая из клана Вольтури в фильме «Сумерки. Сага. Новолуние». Также в этом году снимался в сериале «Заключённый» — американском ремейке одноимённого английского сериала 1960-х годов. Джейми играл сына героя Иена Маккеллена. В 2011 году выходит сразу два проекта: сериал «Камелот» о юном короле Артуре и драма «Аноним», где актёр был представлен в роли молодого графа Оксфорда.
Снимался в фильмах «Гарри Поттер и Дары Смерти», где он играет молодого Геллерта Грин-де-Вальда, в будущем — могущественного тёмного волшебника.
В 2012 году снялся в клипе Florence + The Machine на композицию Never Let Me Go. В конце августа 2013 года вышел в прокат фильм «Орудия смерти: Город костей», где Джейми сыграл одну из главных ролей — Джейса Вэйланда.
Весной 2023 года стало известно, что актёр исполнит одну из ролей в ремейке фильма ужасов «Колдовская доска».

## Личная жизнь
Встречался с модным дизайнером Зои Грэм c 2007 по 2009.
В начале 2010 стало известно, что Джейми уже полгода встречается с Бонни Райт, с которой он познакомился на одной из вечеринок и снимался вместе в фильме «Гарри Поттер и Дары Смерти». А в середине апреля 2010 появились слухи, что пара помолвлена и готовится к свадьбе. На открытии парка развлечений 16 июня 2010 года «Волшебный мир Гарри Поттера» Бонни опровергла эти слухи.
Через год, в середине апреля 2011 года, Джейми Кэмпбелл Бауэр выпустил заявление, что он помолвлен с Бонни. В июне 2012 года пара заявила о расставании.
С июля 2012 года Джейми встречался с Лили Коллинз, с которой познакомился на съемках фильма «Орудия смерти: Город костей». Но в августе 2013 года пара объявила о разрыве отношений. В мае 2015 года возобновил отношения с Коллинз. Позже они расстались.
Он встречается с девушкой.

## Фильмография
| Год  |    | Русское название                                  | Оригинальное название                          | Роль                          |
| ---- | -- | ------------------------------------------------- | ---------------------------------------------- | ----------------------------- |
| 2007 | тф | Вечеринка                                         | The Dinner Party                               | Даглас                        |
| 2007 | ф  | Суини Тодд, демон-парикмахер с Флит-стрит         | Sweeney Todd: The Demon Barber of Fleet Street | Энтони Хоуп                   |
| 2008 | ф  | Рок-н-рольщик                                     | RocknRolla                                     | рокер                         |
| 2008 | ф  | Зима в военное время                              | Winter in Wartime                              | Джек                          |
| 2009 | ф  | Сумерки. Сага. Новолуние                          | The Twilight Saga: New Moon                    | Кай                           |
| 2009 | с  | Заключённый                                       | The Prisoner                                   | 11-12                         |
| 2010 | ф  | Гарри Поттер и Дары Смерти. Часть 1               | Harry Potter and the Deathly Hallows Part I    | молодой Геллерт Грин-де-Вальд |
| 2010 | ф  | Телохранитель                                     | London Boulevard                               | белый парень                  |
| 2011 | с  | Камелот                                           | Camelot                                        | король Артур                  |
| 2011 | ф  | Гарри Поттер и Дары Смерти. Часть 2               | Harry Potter and the Deathly Hallows Part II   | молодой Геллерт Грин-де-Вальд |
| 2011 | ф  | Аноним                                            | Anonymous                                      | молодой Оксфорд               |
| 2011 | ф  | Сумерки. Сага: Рассвет — Часть 1                  | The Twilight Saga: Breaking Dawn - Part 1      | Кай                           |
| 2012 | ф  | Сумерки. Сага: Рассвет — Часть 2                  | The Twilight Saga: Breaking Dawn - Part 2      | Кай                           |
| 2013 | ф  | Орудия смерти: Город костей                       | The Mortal Instruments: City of Bones          | Джейс Вэйланд                 |
| 2017 | с  | Уилл                                              | Will                                           | Кристофер Марло               |
| 2018 | ф  | Фантастические твари: Преступления Грин-де-Вальда | Fantastic Beasts: The Crimes of Grindelwald    | молодой Геллерт Грин-де-Вальд |
| 2022 | с  | Очень странные дела                               | Stranger Things                                | Генри Крил / Один / Векна     |
| 2024 | ф  | Колдовская доска                                  | Witchboardd                                    | Александр Батист              |
| 2024 | ф  | Эммануэль                                         | Emmanuelle                                     | сэр Джон                      |
| 2026 | с  | Властелин колец: Кольца власти                    | The Lord of the Rings: The Rings of Power      | Келеборн                      |